# Walter Schwarz (Jurist)

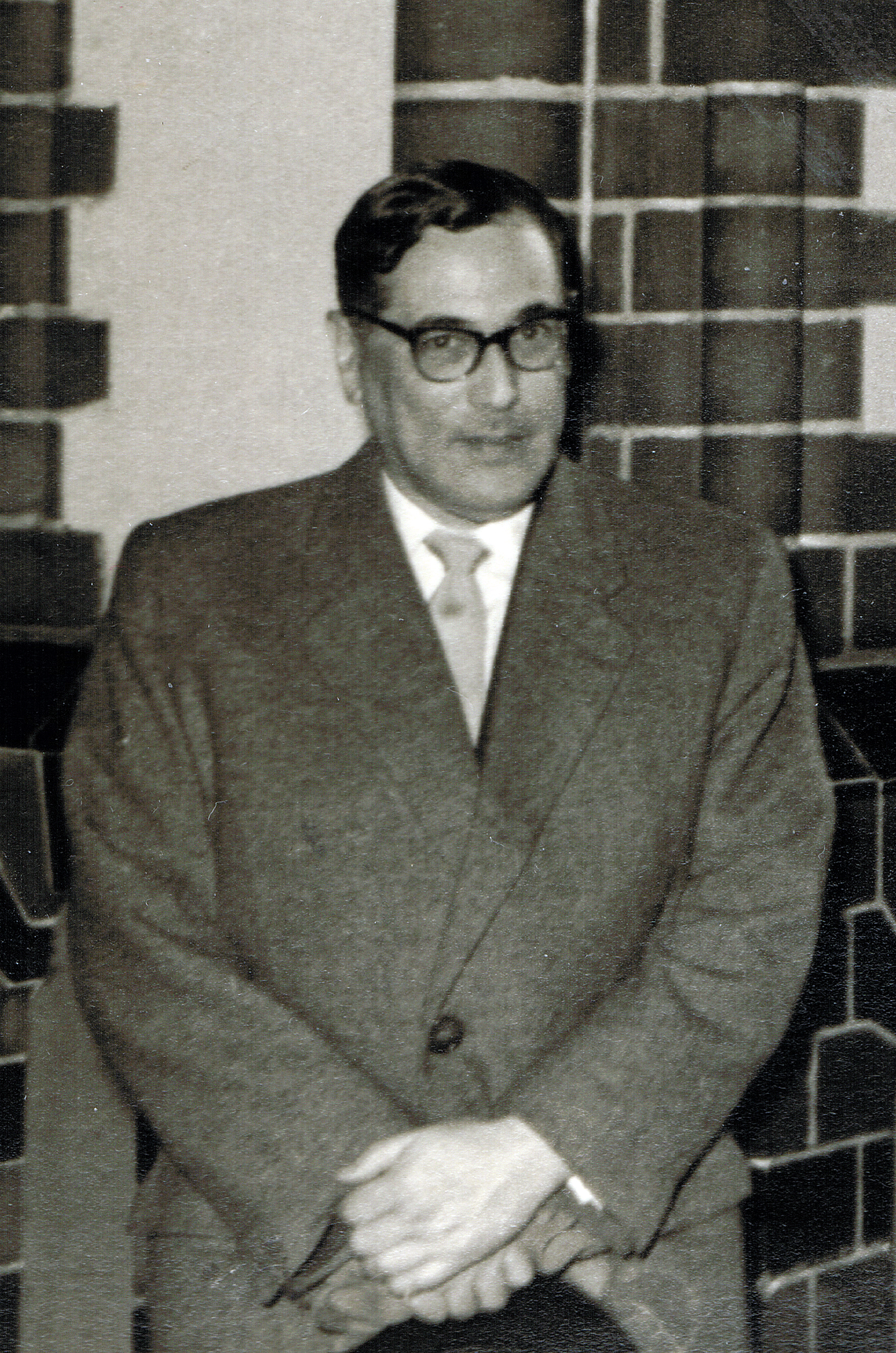
Walter Schwarz 1958

Walter Schwarz (* 11. Februar 1906 in Berlin; † 17. August 1988 in Zürich) war ein deutsch-israelischer Jurist, der sich nach seiner Emigration als Anwalt und Autor maßgeblich mit Fragen der Wiedergutmachung nationalsozialistischen Unrechts beschäftigte.

## Leben
Carl Walter Schwarz war ein Sohn des Benno Schwarz und der Hedwig Mannsbach. Er hatte eine Schwester. In seiner Heimatstadt Berlin studierte Walter Schwarz als Werkstudent Jura bei Professor Martin Wolff und dem Repetitor Siegbert Springer, einem „begnadeten Lehrer des Rechts“. Kurz nachdem Schwarz 1933 die Zulassung als Anwalt erhalten hatte, wurde sie ihm von den Nationalsozialisten wegen seiner jüdischen Herkunft wieder entzogen. Er emigrierte vorübergehend nach Frankreich, kehrte aber schon 1934 aus familiären Gründen nach Deutschland zurück. Bis 1938 hielt er sich hier finanziell dadurch über Wasser, dass er auswanderungswillige Juden bei juristischen und amtlichen Fragen des Vermögenstransfers (Haʿavara-Abkommen) beriet. 
In letzter Minute konnte Walter Schwarz 1938 dann selbst fliehen. Sein Vater, den er zurücklassen musste, wurde 1942 im Konzentrationslager Theresienstadt ermordet. Nur einen Tag, nachdem Walter Schwarz mit dem Schiff Richtung Palästina aufgebrochen war, fanden in Deutschland die von den Nationalsozialisten organisierten Novemberpogrome statt. Schwarz wohnte in Haifa im Haus seiner israelischen Frau Hadassah, die er in Deutschland kennengelernt und geheiratet hatte. Er arbeitete zunächst als Rechtsanwalt im damals unter britischem Mandat stehenden Palästina, bevor er sich als Freiwilliger bei der Royal Air Force bewarb. Er diente vor allem in Nordafrika bei einer Nachrichteneinheit. Nach Kriegsende wirkte er als Anwalt in Israel. Zusammen mit Siegfried Moses, dem ehemaligen Vorsitzenden der Zionistischen Vereinigung für Deutschland, schrieb er einen Kommentar zum Einkommensteuerrecht in Palästina.
Für die Jewish Agency, die israelische Einwanderungsbehörde, kehrte Walter Schwarz 1950 als Israeli nach Deutschland zurück. Er beobachtete für die deutsche Dependance der Organisation die Entwicklungen auf dem Gebiet der Wiedergutmachung. 1952 promovierte Schwarz bei dem Heidelberger Rechtswissenschaftler Eugen Ulmer und ließ sich in Berlin als selbständiger Rechtsanwalt mit dem Spezialgebiet Wiedergutmachungsfälle nieder. Zu seinen Mandanten gehörten unter anderem die Sängerin Fritzi Massary, die Schauspielerin Helene Thimig, der Theaterregisseur Max Reinhardt, der Verleger Samuel Fischer und der Philosoph Ernst Bloch.
Seit 1949 war Walter Schwarz Mitarbeiter der Neuen Juristischen Wochenschrift (NJW) des C.H. Beck Verlages, insbesondere der Beilage Rechtsprechung zur Wiedergutmachung (RzW), die 1957 unter seiner Leitung zur vollwertigen Zeitschrift umgestaltet wurde. Sie erschien bis 1981. Schwarz wurde Herausgeber dieses Organs und steuerte auch zu jeder Ausgabe unter den Pseudonymen Sagittarius und Selbaldus Steinbrech eine Glosse bei.     Die Glossen waren so beliebt, dass sie 1969 als Sammlung in einem Buch mit dem Titel In den Wind gesprochen herausgegeben wurden.
Zu diesem Zeitpunkt hatte Walter Schwarz bereits seine Praxis und Wohnung in Deutschland aufgegeben und war in die Schweiz gezogen. Dort wohnte er zunächst in Wettswil am Albis, später in Zürich. Er intensivierte nun die Arbeit an einem Projekt, das er sich seit 1963 vorgenommen hatte – die Veröffentlichung eines umfassenden Werkes, das die Geschichte der Wiedergutmachung in der Bundesrepublik Deutschland behandeln sollte. Nach schwierigen Verhandlungen und erst nachdem Schwarz auf eigene Faust das Manuskript zum ersten Band des Projektes fertiggestellt hatte, gewann er das Bundesministerium der Finanzen als (Mit-)Herausgeber für das siebenbändige Werk Die Wiedergutmachung nationalsozialistischen Unrechts durch die Bundesrepublik Deutschland (C.H. Beck Verlag). Der erste, von Schwarz selbst geschriebene Band lautete Rückerstattung nach den Gesetzen der Alliierten Mächte. Es dauerte bis zum Jahr 2000, bis alle Bände der von Schwarz projektierten Edition erschienen waren. Mehr als 30 Autoren hatten  daran mitgewirkt. Der Sinn des Mammutunternehmens war es, so Schwarz, „eine Gesamtdarstellung der Wiedergutmachung“ als „historische Erkenntnisquelle der kommenden Generationen“ zu hinterlassen.
1981 wurde Walter Schwarz in Zürich durch den deutschen Botschafter das Bundesverdienstkreuz 1. Klasse verliehen. Zu seinem 80. Geburtstag 1986 dankte ihm Bundespräsident Richard von Weizsäcker in einem persönlichen Brief dafür, dass Schwarz „als Jude uns Deutschen dabei geholfen“ habe, „daß unser Recht heute wieder auf der unzerstörbaren Grundlage der Humanität ruht“.

## Bibliographie
Autor
- Zur Frage der rückerstattungsrechtlichen Geldverbindlichkeiten des Deutschen Reiches. Humanitas-Verlag, Koblenz 1951
- Rückerstattung und Entschädigung. Eine Abgrenzung der Wiedergutmachungsformen. C.H. Beck, Berlin 1952 (Diss. Heidelberg bei Eugen Ulmer).
- Gesetz und Wirklichkeit. Betrachtungen zur Wiedergutmachung im Spiegel von Praxis und Rechtsprechung. Beilage zur Neue juristische Wochenschrift, Jahrgang 11, Heft 47, C.H. Beck, München 1958
- In den Wind gesprochen? Glossen zur Wiedergutmachung des nationalsozialistischen Unrechts. Mit einem Geleitwort von Martin Hirsch, MdB. C.H. Beck, München 1969
- Die Wiedergutmachung nationalsozialistischen Unrechts durch die Bundesrepublik Deutschland. Gesamtwürdigung in Einzeldarstellungen. Band 1: Rückerstattung nach den Gesetzen der Alliierten Mächte. C.H. Beck, München 1974
- Späte Frucht. Bericht aus unsteten Jahren (Erinnerungen). Hans Christians Verlag, Hamburg 1981
- Schlussbetrachtung. Beilage zu Band VI und später Bestandteil von Band VII des Werkes Die Wiedergutmachung nationalsozialistischen Unrechts durch die Bundesrepublik Deutschland, C.H. Beck, München 1985/2000

Herausgeber
- Die Wiedergutmachung nationalsozialistischen Unrechts durch die Bundesrepublik Deutschland. Gesamtwürdigung in Einzeldarstellungen. Band 1 bis 7, C.H. Beck, München 1974–2000